# Weingarten (Pfalz)
Weingarten település Németországban, Rajna-vidék-Pfalz tartományban. Lakosainak száma 1911 fő (2023. december 31.). Weingarten Westheim és Schwegenheim községekkel határos.

## Népesség
A település népességének változása:
| Lakosok száma | 1322 | 1790 | 1844 | 1838 | 1863 | 1911 |
|               | 1975 | 2017 | 2019 | 2021 | 2022 | 2023 |